# Racisme en Russie
Le racisme en Russie est la manifestation de racisme de la part de résidents de Russie contre des groupes ethniques différents des leurs,.
Le racisme se présente comme une base idéologique d'actes de violence dans un nombre de cas qui a atteint un pic de 690 durant l'année 2007. Le gouvernement russe assure que des moyens considérables sont mis en œuvre pour lutter contre le phénomène ; la critique assurant par contre que ces moyens sont insuffisants. Toujours est-il que les statistiques permettent de constater une diminution du nombre des victimes depuis 2007. 

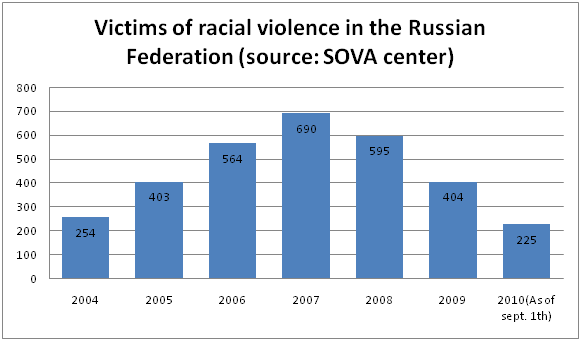
Nombre de victimes de racisme en Russie selon le centre "Sova".

## Sources des agissements racistes
La racine de ce phénomène réside dans la conception de l'appartenance ethnique et raciale considérée comme critère de catégorisation de l'individu, ce qui se produit lorsque les seules caractéristiques biologiques et naturelles de tel ou tel groupe servent à le définir quant à ses particularités sociales et culturelles. Le développement de ce phénomène a contribué à développer les mythes du nationalisme russe. Ceux-ci ont été créés et se sont développés à partir d'interprétations controversées de théories et de stéréotypes liés à d'autres nations.
Dans son ouvrage « Les caractéristiques du racisme contemporain » Victor Schnirelmann remarque que les racines du racisme en Russie datent de l'époque soviétique, à une époque où, en dépit de l'internationalisme déclaré, durant les dernières décennies, une grande attention était accordée à la division ethnique de la société dans l'élite intellectuelle. Les groupes ethniques sont alors perçus comme des entités isolées les unes des autres, ayant leurs cultures et leurs langues et leurs « spécificités nationales ». Ils sont crédités de lourds stéréotypes concernant leurs comportements qui sont perçus comme immanents, inhérents à n'importe quel membre de leur communauté ethnique. Des théories semblables existaient non seulement parmi les intellectuels de différents peuples de l'URSS, dans l'esprit desquels elle servait de moyen de défense contre la politique de russification. Elles servaient aussi à l'exploitation et à la domination de peuples tout entiers qu'il était facile d'accuser de traitrise puis d'expulser. Se cachait derrière tout cela la croyance en un « caractère national » définissable par un ensemble de traits permanents, ce qui était rendu possible par une perception des groupes ethniques en tant qu'organismes fermés.
Au cours des dernières décennies la théorie allemande du XIXe siècle suivant laquelle le concept de la nation est assimilable à un organisme vivant a connu une grande popularité en Russie. Elle s'introduisit dans la théorie ethnique sous l'aspect du concept d' « organisme ethnique et social ». Le dernier à avoir réhabilité l'approche raciale est selon Victor Schnirelmann l'historien Lev Goumilev, qui partagea les ethnies suivant des caractères biologiques. Goumilev développa la « théorie de l’ethnogenèse » qui contenait en elle les notions de « peuples mauvais » et de « relations inter-ethniques non-complémentaires ». Sur le plan politique ces conceptions ont mené au développement de l'Eurasisme, et plus tard, après la chute de l'URSS, au " néo-eurasisme " d'Alexandre Douguine par exemple.

### Manifestations actuelles du racisme
Schnirelmann et d'autres chercheurs estiment que le racisme est en pleine évolution, qu'il s'agit d'une adaptation à une situation nouvelle qui permet de parler avec raison d'un « nouveau racisme »,,. Le nouveau racisme souligne l'identité du groupe qu'elle soit ethnique ou raciale (liée à des caractères anatomiques) ou encore mixte (raciale et ethnique) en attribuant à cette identité une valeur absolue. En Russie, le facteur ethnique a été associé pendant plusieurs dizaines d'années aux formes de discrimination liée au racisme. Il y a dès lors, plus de raisons d'y parler de liens entre le racisme et l'ethnicité. Un accent est mis par les racistes russes actuels sur l'impossibilité absolue de comparer les différentes cultures. Les tenants de cette "option" se battent dès lors pour la préservation d'une « culture pure » et pour une identité culturelle qu'aucun impact extérieur quel qu'il soit ne puisse atteindre. 
L'historien russe Apollon Davidson, spécialiste de l'Afrique, dans un article sur « le racisme antiraciste » expose le point de vue du politicien nationaliste Nikolaï Lysenko leader du " Parti national-républicain russe " sur les relations entre les nations (en russe : Национально-республиканская партия России) en le citant,:
« Russes et Tchétchènes, Russes et Azerbaïdjanais, Russes et Noirs, Russes et Géorgiens, Russes et Ouzbeks, Russes et Arabes : les nations sont absolument non complémentaires (c'est-à-dire incompatibles). Cela signifie que nos intérêts seront exactement toujours contraires et que tout rapprochement l'un de l'autre à une distance proche d'un coup de fusil sera perçu comme une provocation. »
Dans un jugement semblable les caractéristiques socio-culturelles de tel ou tel groupe sont déterminées par des propriétés naturelles biologiques. Selon le chercheur V. S. Malakhova, peu importe que ces propriétés soient appelées « l'esprit national », « le type culturel », « la race». Tous ces symboles remplissent la même fonction que celle du « sang » ou des « gènes » : ils veulent signifier la transmission héréditaire des traits sociaux. Les chercheurs contemporains en matière de racisme et des traits caractéristiques de celui-ci qualifient de biologique l'appartenance à une nation. Cette conception de la nation est celle d'une communauté de « sang » à laquelle est rattachée une mythologie imaginaire propre à tel ou tel peuple particulier,,. 
I. P. Chabaev et A. P. Sadokhine, les auteurs de « Ethnopolitologie » remarquent que de nombreuses manifestations de racisme apparaissent en Russie qui sont devenues essentiellement communes : cela va de la profanation des cimetières russes aux pogromes à l'encontre des commerçants sur les marchés, aux meurtres des étudiants de couleur et des travailleurs immigrés. Les auteurs voient les causes de pareils phénomènes dans l'insensibilité de la société russe contemporaine au racisme et dans l'absence d'organisation d'une véritable politique régionale soucieuse de ce problème.
Valeri Tichkov estime qu'il est possible de constater que l'intolérance raciale est largement répandue dans les médias où tous les jours apparaissent des stéréotypes à propos de « ressortissants de nationalité caucasienne » considérés comme des éléments criminels et des étrangers indésirables. Quant au directeur du Bureau de Moscou de défense des droits de l'homme ; Alexandre Brod, il affirme, se fondant sur une enquête, que la xénophobie est répandue parmi la moitié de la population de la fédération de Russie. Parmi les défenseurs des droits de l'homme et les experts qui s'en rapprochent le terme « racisme » devient en fait un synonyme de « xénophobie ».

## Le racisme contenu dans le nationalisme russe
Nikolaï Mitrokhine note l'existence dans les milieux nationalistes russes d'un mythe raciste à propos de l'État russe. Ce mythe consiste à prétendre que l'URSS, héritière de l'Empire russe, aurait été créée par des ethnies russes pour les ethnies russes. Mitrokhin démontre que ce mythe est contredit non seulement par l'analyse des faits historiques, mais par les principes mêmes qui fondent cet Empire.
Dans son article « Les mythes du racisme moderne en Russie » Victor Schnirelmann écrit qu'une partie des nationalistes russes, après la dislocation de l'URSS et face aux problèmes que cela soulevait proposaient pour les résoudre, de refonder
un Empire russe. Certains justifièrent leur choix sur base de la théorie du Primordialisme, qui ne se base pas tant sur les réalisations de la science, mais plutôt sur des textes apocryphes, tel le „Livre de Vélès“, créé au sein de l'émigration russe au début du XXe siècle. 
En s'appuyant sur des théories contemporaines liées à l'étude de la question indo-européenne ils ont créé un concept non scientifique de proto-indo-européens pour désigner les slaves de la Rus'. L'écrivain Vladimir Tsivilikhine identifie les Varègues de la Rus' avec les Slaves et insiste sur le fait de l'existence d'une état slave bien avant l'existence de la Rus' de Kiev. En outre une série d'erreurs de méthodologie ont joué un grand rôle dans l'apparition du mythe raciste russe. Ce sont celles de l'ancien directeur de l'Institut d'archéologie de l'académie des sciences de Russie et de l'académicien Boris Rybakov. Celles liées à la théorie d'Oleg Troubatchov à propos de la parenté et des contacts étroits entre les slaves et les indo-européens dans la Nouvelle Russie (région historique) et aussi le mythe de la «famille Arctique » de l'indiologue Natalia Gouseva.
Victor Schnirelmann remarque que l'origine du développement et de la diffusion de l'idéologie néo-nazie résulte souvent des interventions d' « interprètes habiles qui utilisent pour leurs exposés sur des théories de spécialistes un langage simple pour manipuler par leurs idées des écrivains, des journalistes, des étudiants, des dilettantes qui ne s'y retrouvent déjà pas dans leur propre discipline ». Schnirelmann explique les raisons de l'attrait pour le « mythe aryen » par la symbolique de l'image du Grand Nord russe et des craintes liées à l'intégrité territoriale à conserver, pour ces régions où les russes vivent depuis des millénaires. Également, par la possibilité de se trouver un ennemi extérieur, sur les épaules duquel on peut faire peser la responsabilité des malheurs actuels de la Russie.
L'historien N. G. Cherbakov, membre du conseil près le Ministère de la justice de la fédération de Russie étudie les documents à contenu religieux pour y retrouver des signes de l'extrémisme. Il remarque qu'actuellement en Russie les « noirs », ont cessé d'être considérés comme les seuls représentants d'ethnies étrangères. On trouve à leur place des « Caucasiens » « Azéris », « Daguestanais », etc.
La conscience sociale des représentations racistes est aussi encouragée par des publications du genre de celles de Vladimir Adveev. Cet écrivain, sous couvert de travail scientifique, répand des théories pseudo-scientifiques dont la source se trouve dans les travaux des idéologues nazis allemands,,. Selon A. G. Koznitsev, l'écrivain Adveev développe et fixe dans la conscience de ses lecteurs « les plus monstrueux stéréotypes que l'on puisse appliquer à des races et ethnies ».
L'idéologie du Troisième Reich relative à la politique raciale nazie a également influencé le développement des idées racistes. Parmi les nationalistes, s'est répandue l'idée suivant laquelle les nazis considéraient les Slaves, et en particulier les Russes comme étant d'une race égale à celle des Allemands. Ils préconisaient dès lors une lutte commune pour la « pureté du sang aryen ». Il faut toutefois faire remarquer que les théoriciens racistes allemands ont souvent souligné l'« infériorité raciale » des Slaves du fait qu'ils sont un mélange de peuples.

## Le racisme durant les années 1990 et 2000
En 1996 encore, le Comité de l'ONU pour l'élimination des discriminations raciales a noté une augmentation des activités des organisations racistes, ainsi que le renforcement des sentiments racistes au sein de la population lié à des signes de discriminations raciales en Russie. En 2003, l'organisation des droits de l'homme Amnesty International a publié un rapport sous le nom « Documents! La discrimination fondée sur la race dans la fédération de Russie », qui décrit en détail les différents aspects du racisme et de la discrimination en Russie.
Le rapport de cette organisation, daté du 3 mai 2006, sous le titre « Russian Federation: Violent racism out of control » affirme qu'en Russie, se produisent régulièrement des agressions racistes contre des étrangers et des minorités ethniques. De telles agressions ont mené plus d'une fois à des meurtres pour des motifs raciaux. Elles se produisent depuis de nombreuses années.
La même année 2006, Amnesty International déclare que le racisme en Russie est hors de tout contrôle, et l'association estime, en 2008, le nombre de Skinhead néonazi à environ 85 000,.
Le 16 mai 2006, à Strasbourg, est publié le troisième rapport de la Commission européenne contre le racisme et l'intolérance sur la fédération de Russie. Il souligne que des développements positifs sont intervenus dans ce domaine, mais aussi l'impérieuse nécessité de prendre des « mesures urgentes pour résoudre les problèmes », étant donné l' « augmentation du nombre des actes antisémites, et des déclarations racistes et intolérantes en général ». Les auteurs du rapport constatent que les recommandations du rapport précédent d'octobre 2001 n'ont pas été mises en œuvre ou ne l'ont été que partiellement »,.
Du 12 au 17 juin 2006, Le Rapporteur spécial de l'ONU Doudou Den a visité Moscou et Saint-Pétersbourg pour étudier les problèmes actuels de racisme, de discrimination raciale de xénophobie et d'intolérance. Il a conclu en constatant qu'il n'y a pas de politique gouvernementale raciste en Russie mais que la société russe est confrontée à une tendance alarmante de racisme et de xénophobie.
Selon Doudou Den, les manifestations les plus frappantes de cette tendance sont :
- l'augmentation du nombre de crimes et agressions à caractère raciste, parmi lesquelles ceux commis par des groupes néonazis, particulièrement les personnes d'apparence non slaves en provenance de Transcaucasie, d'Afrique, d'Asie, du monde arabe, de Ciscaucasie ;

- Le niveau croissant de violence qui accompagne ces agressions entrainant souvent la mort des victimes ;
- le fait que ces violences s'adressent aussi aux défenseurs des droits de l'homme, à des intellectuels et des étudiants qui mènent la lutte contre le racisme ;
- l'impunité relative à l'égard des personnes, responsables d'avoir accomplis de tels actes de la part des représentants des pouvoirs chargés de faire appliquer la loi, et ce malgré la croissance récente de poursuites pénales et de condamnations;
- l'existence et l'influence croissante de partis politiques avec des programmes de propagande racistes et xénophobes;
- la marginalisation sociale économique et politique de minorités résidant en Russie et de groupes discriminés.

Le rapport de M. Den a été soutenu par la délégation géorgienne ; M. Den a qualifié la réaction de la délégation russe d'alarmante, et un groupe d'ONG russes et internationales d'injuste et d'inexactes dans les faits.
Selon Valeri Tichkov, au début des années 2000, dans l'ensemble le niveau de tolérance interracial et interethnique est resté relativement élevé, ce dont témoigne la grande proportion de mariages mixtes, le peu d'espace vital dans les habitations, le travail intensif en matière de communication, la réflexion adéquate à propos de la composition nationale complexe des populations au sein des organes du pouvoir de la Fédération.
Selon le centre « Sova », en 2010 le nombre de condamnations pour cause de haine a augmenté, mais le nombre d'agressions pour les mêmes raisons a par contre diminuée. Selon la représentante du centre « Sova », Nathalia Iodinai, les condamnations à des peines de longues durées ont donné des résultats concrets.
En juillet 2011, le directeur du centre « Sova » Alexandre Verkhovski a déclaré que durant cette année 2011, une diminution de la violence raciste a été remarquée. À son avis, cela est dû au fait que les éléments radicaux les plus dangereux ont été condamnés à des peines de privation de liberté. Selon ce même centre, dans la première moitié de l'année 2011, 116 personnes ont été condamnées pour cause de crimes violents motivés par la haine raciale.
La communauté des étudiants africains de Moscou estime que les membres de sa communauté et les résidents de la capitale russe sont régulièrement à la vérification de leurs papiers d'identité, mais également à des comportements hostiles, aux insultes et aux coups de la part des Skinhead et autres racistes. Ils recommandent à leurs membres de respecter une série de règles pour circuler dans Moscou comme d'éviter certains quartiers et de ne circuler qu'entre 8 et 17 heures en ville, de ne pas fréquenter ou se rassemblent les jeunes et de se méfier des skinheads habillés de vestes de camouflage et de bottes de style militaire.

## Les infraction en matière de racisme

### Le meurtre d'une fillette Tadjik de neuf ans
L'assassinat d'une petite fille Tadjik de neuf ans, Khourcheda Soultanova perpétré à Saint-Pétersbourg le 9 février 2004 a connu un grand retentissement dans les médias sous la qualification « d'assassinat de la petite fille Tadjik ».

### Explosion au marché de Tcherkizovski
Le 21 août 2006 dans un marché sur le territoire de Tcherkizovski se produisit une explosion. 14 personnes furent tuées à la suite de cet attentat terroriste (parmi lesquelles 8 moururent sur place et 6 à l'hôpital des suites de leurs blessures). Parmi les victimes se trouvaient deux enfants. En tout 61 personnes furent blessées. Après quelques recherches il fut établi que tous les suspects étaient membres de l'organisation nationaliste « Spas » (Sauveur).

### Exécution d'un Tadjik et d'un Daghestanais (fragment de vidéo)
Le film «„exécution“ d'un Tadjik et d'un Daguestanais» est un fragment de vidéo diffusée sur Internet en russe en août 2007 qui a provoqué de vives discussions dans les médias russes et dans les milieux officiels. Le tribunal de la ville de Novgorod a saisi les pièces d'enquête relatives à ce crime ce qui rend impossible la diffusion de la cassette en Russie.
Le 21 novembre 2008 le tribunal de la ville de Maikop a fait interpeller un étudiant d'Adyguée, Victor Milkov pour diffusion de la vidéo (dont une copie existait) sur internet et l'a condamné à un an de rééducation par le travail pour « incitation à la haine raciale ou religieuse »

## Perspectives d'avenir
La Russie connaît une crise démographique du fait de la baisse de la natalité, comme les autres pays développés. Cette crise se produit sur fond d'explosion démographique dans le monde. Les démographes russes, et parmi eux Anatoli Vichnevski, considèrent que ces écarts extrêmes entre taux de natalité sont la preuve de mécanismes humains d'auto-régulation. Mais si l'explosion démographique s'arrête vers 2050, il faudra d'ici là que des compensations se réalisent entre régions du monde. L'augmentation du taux de la natalité étant devenue superflue la seule solution devient selon Vichnevski : l'immigration des populations du « Sud » vers le « Nord ». Des menaces sont associées à ce processus mais elles lui semblent inévitables,. Le racisme est une des menaces associée à ce processus.

## Poursuites pénales
En 2008 la Géorgie a déposé plainte contre la Russie devant la Cour internationale de justice à La Haye, l'accusant de discrimination à l'égard des géorgiens sur des bases ethniques en Abkhazie et en Ossétie du Sud, et de violation de la Convention internationale sur l'élimination de toutes les formes de discrimination raciale, exigeant le retrait des troupes russes de ces territoires. Le premier avril 2011, la Cour a jugé que l'examen de la plainte n'entrait pas dans ses compétences, ce que plaidait la partie russe. La Géorgie considère que l'Abkhazie et l'Ossétie du Sud sont occupées alors que la Russie reconnaît l'indépendance de ces deux républiques.
En avril 2011 la Cour du raïon d'Ordjonikidzevski à Iekaterinbourg a fait saisir par le procureur des livres de l'écrivain Vladimir Avdeev, titrés La raçologie. Science des qualités héréditaires des gens. Le procureur a qualifié les caractéristiques de cette littérature comme suit : « Le but de La raçologie d' Adveev est d'identifier et de neutraliser l'influence des races étrangères sur leur propre race; de défendre l'idée que le mélange racial est un danger. À ce sujet il vante les qualités  de la « race blanche » alors que les autres races subissent des critiques péjoratives. L'auteur tente de démontrer l'infériorité, la dépravation innée et même l'animalité de ces dernières. La Cour a considéré que le contenu des livres saisis visait à inciter à la haine raciale vis-à-vis de certains groupes ethniques et sociaux. »Le 4 juin 2011, le tribunal de la ville de Saint-Pétersbourg a condamné le chef d'une bande de skinhead, Alekseï Voevodine et une autre personne dénommée Artiom Prokhorenko à une peine de privation de liberté à perpétuité. Les dix autres accusés ont été condamnés à des peines allant de 2 à 18 ans. Au total il s'agissait d'une incrimination de 14 accusés pour une vingtaine de crimes en tout genre : banditisme, meurtre, agression sur des immigrés asiatiques, africains et transcaucasiens, trafic d'armes à feu,. Selon le procureur, « les chefs de la bande avaient établi leur propre système de valeur en se basant sur l'appartenance raciale des victimes africaines, asiatiques, transcaucasiennes. »

## Lutte contre le racisme en Russie

### L'État
Le gouvernement de la fédération de Russie rend compte périodiquement devant l'ONU du respect de la Convention internationale sur l'élimination de toutes les formes de discrimination raciale. En 2003 par exemple l'ONU a examiné le rapport de la Russie. Le gouvernement russe a assuré que la convention internationale était en général bien respectée. En particulier toutes les formes de discrimination interdites par la Constitution et la législation qui en découle. Le code pénal russe représentant le mécanisme juridique principal destiné à lutter contre celles-ci. Le gouvernement est particulièrement attentif à la protection des groupes vulnérables parmi lesquels les peuples indigènes sont principalement visés. Le Comité pour la liquidation des discriminations raciales à émis à ce propos une série de critiques sur le rapport du gouvernement.
Pratiquement remarque H. G. Cherbakov dans les années 1990 les représentants des organisations nationalistes étaient condamnés à des sanctions pénales pour hooliganisme. De plus, les autorités locales utilisaient les activistes du RNE -РНЕ (milice para-militaire nationaliste) comme « groupe populaire d'autodéfense », les encourageant ainsi dans leurs actions. Pendant longtemps les autorités ne se rendaient pas compte des desseins cachés derrière les actions de ces groupes nationalistes. Ces actions d'organisations nationalistes ont été ignorées par les autorités durant les années 2000. Selon le journal « Izvestia », ce n'est qu'en 2006 que les représentants du parti Mouvement contre l'immigration illégale, sont reconnus comme formant une organisation extrémiste, et que des perquisitions ont été effectuées au sein des groupes d'auto-défense à l'initiative de la Mairie de Moscou. Plus de 20 quartiers de la ville avaient collaboré avec ce parti Mouvement contre l'immigration illégale.

### La société civile
La société russe a développé diverses formes de luttes contre le racisme. De nombreuses organisations des droits de l'homme suivent la situation sur le terrain, mènent des enquêtes et lancent des initiatives pour lutter contre le racisme. Ainsi, le bureau de Moscou des droits de l'homme organisent régulièrement des conférences sur ce sujet. Des organismes publics proposent des réunions, des marches et d'autres actions de masse contre le racisme.
Depuis 2004 a lieu chaque année le 31 octobre, à Saint-Pétersbourg, une « Marche contre la haine», en souvenir de Nikolaï Girenko, ethnologue africaniste assassiné en 2003 par des néo-nazis,,. Une campagne d'affichage sur le thème « Je ne veux pas haïr!», visant à diminuer le racisme la discrimination raciale et la xénophobie a également été organisée. 70 ONG y ont participé ainsi que 47 bureaux de rédactions de mass médias.
Le 21 mars 2005, une Journée internationale pour l'élimination de la discrimination raciale, a eu lieu à Petrozavodsk avec comme slogan « À bas le racisme! ». Le 16 octobre de la même année, après le meurtre de A. Ourtado à Voronej a eu lieu une marche organisée par les mouvements de la jeunesse de défense des droits de l'homme. Le 9 novembre de la même année une marche fut organisée en Carélie également par les mouvements des jeunes de défense des droits de l'homme.
Le 17 mars 2008 le président de la Fédération de Russie de football Vitali Moutko a exhorté les clubs et les fans à lutter ensemble contre la violence et le racisme lors des matchs de football.

## Sources
- « Восемнадцатый и девятнадцатый периодические доклады Российской федерации о выполнении международной Конвенции о ликвидации всех форм Расовой дискриминаци » [PDF], Convention internationale sur l'élimination de toutes les formes de discrimination raciale, Organisation des Nations unies,‎ 23 octobre 2006 (consulté le 6 novembre 2011)
- Дьен, Дуду, « Доклад Специального докладчика по вопросу о современных формах расизма, расовой дискриминации, ксенофобии и связанной с ними нетерпимости г-на Дуду Дьена: Миссия в Российскую Федерацию » [archive du 17 mai 2012] [PDF], Conseil des droits de l'homme des Nations unies, Organisation des Nations unies,‎ 30 mai 2007 (consulté le 6 novembre 2011)
- Новицкий И. Я. Управление этнополитикой Северного Кавказа — Краснодар, 2011. — 270 с.,  (ISBN 978-5-94945-030-7)
- « Третий доклад по Российской Федерации » [archive du 17 mai 2012] [PDF], Commission européenne contre le racisme et l'intolérance, Conseil de l'Europe,‎ 16 mai 2006 (consulté le 6 novembre 2011)
- « Доклад о Российской Федерации (4-й цикл мониторинга) » [PDF], Commission européenne contre le racisme et l'intolérance, Conseil de l'Europe,‎ 15 octobre 2013 (consulté le 15 octobre 2013)
- « Российская Федерация: Разгул жестокого расизма » [archive du 17 mai 2012] [PDF], Amnesty International,‎ 3 mai 2006 (consulté le 6 novembre 2011)
- Вовк, Елена, « Ксенофобия в России: оценка ситуации » [archive du 17 mai 2012], Фонд «Общественное мнение»,‎ 27 octobre 2005 (consulté le 6 novembre 2011)
- Victor Schnirelmann, « Расизм вчера и сегодня » [« Racisme hier et aujourd'hui »], Pro et Contra, Moscou, «Гендальф», t. 9, no 2,‎ 2005, p. 41—65 (ISSN 1560-8913, lire en ligne)